# بخش د چاکابوکو
بخش د چاکابوکو (به اسپانیایی: Partido de Chacabuco) یک منطقهٔ مسکونی در آرژانتین است که در استان بوئنوس آیرس واقع شده‌است. بخش د چاکابوکو ۲٬۲۷۸ کیلومتر مربع مساحت و ۴۵٬۴۴۵ نفر جمعیت دارد.